# Michael Tyzack
Michael Tyzack (* 3. August 1933 in Sheffield, Yorkshire, Großbritannien; † 11. Februar 2007 in Johns Island, South Carolina, USA) war ein britischer Maler und Grafiker. Er gilt als ein wichtiger Vertreter der modernen Abstrakten Malerei. Er war auch als Jazz-Trompeter bekannt.

## Leben und Werk
Michael Tyzack studierte von 1952 bis 1956 an der Slade School of Fine Art, University College in London. Zu seinen wichtigsten Lehrern gehörten William Townsend, Victor Pasmore, Lucian Freud und Sir William Coldstream. Zu seinen Kommilitonen zählten unter anderem Patrick Heron und William Scott.
Im Jahr 1956 bekam er ein Stipendium für einen Aufenthalt in Paris. Nach seiner Rückkehr 1957 war er neben seiner Malerei auch als Jazz-Musiker aktiv.
Sein Werk zeichnet sich durch sein farbfreudige Geometrische Abstraktion aus. Im Jahr 1968 war er mit sechs geometrisch-abstrakten Bildern Teilnehmer der 4. documenta in Kassel.
Seit 1955 wurden seine Arbeiten in über 50 Gruppenausstellungen in Großbritannien und in Frankreich, Schweiz, Niederlande, Italien, Brasilien, Australien und Kanada gezeigt. Michael Tyzack war Lehrer in Großbritannien und Nordamerika und war Professor an der Hochschule in Charleston von 1976 bis 2007.